# Ambasada Peru w Warszawie

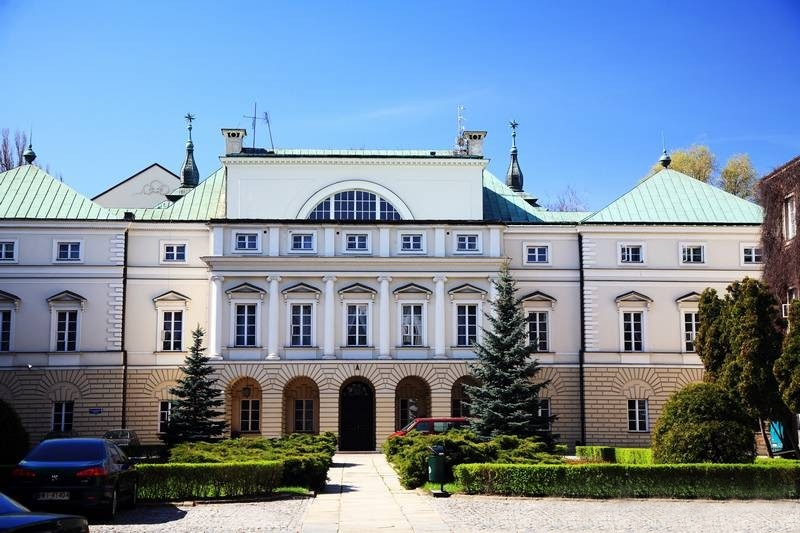
Dawna siedziba konsulatu Peru w pałacu Paca przy ul. Miodowej 15 (1888-1896)

Ambasada Peru w Warszawie (hiszp. Embajada del Peru en Polonia) – peruwiańska placówka dyplomatyczna znajdująca się w Warszawie przy ul. Starościńskiej 1.
Ambasador Peru w Warszawie oprócz Rzeczypospolitej Polskiej akredytowany jest także na Ukrainie.

## Podział organizacyjny[3]
- Sekretariat (hiszp. Secretariado)
- Sekcja Konsularna i Kulturalna (hiszp. Sección Consular y Cultural)
- Sekcja Handlowa i Polityczna (hiszp. Sección Comercial y Política)
- Administracja i Finanse  (hiszp. Administración y Finanzas)

## Siedziba
W okresie porozbiorowym, a przed I wojną światową, Peru utrzymywało w Warszawie konsulat, który mieścił się przy ul. Miodowej 13 (1876-1878), ul. Miodowej 31 (1879-1880), w budynku Rosyjskiego Towarzystwa Ubezpieczeń Kapitałów i Dochodów/Towarzystwa Ubezpieczeń "Życie" przy ul. Miodowej 11 (1881-1887) i w pałacu Paca przy ul. Miodowej 15 (1888-1897).
Peru i Polska ustanowiły oficjalne stosunki konsularne w 1921, dyplomatyczne w 1923. Od 1928 było akredytowane w Warszawie poselstwo Peru z siedzibą za granicą.
W 1969 Peru reaktywowało stosunki dyplomatyczne z Polską, otwierając ambasadę w Warszawie, która mieściła się w hotelu Bristol przy ul. Krakowskie Przedmieście 42-44 (1971), ul. Wrońskiego 9 (1971-1977), ul. Felińskiego 25 (1978-1993) i ul. Starościńskiej 1 (1996-).